# Kawachinagano
Kawachinagano (河内長野市?) è una città giapponese della prefettura di Ōsaka.